# خواندنیها

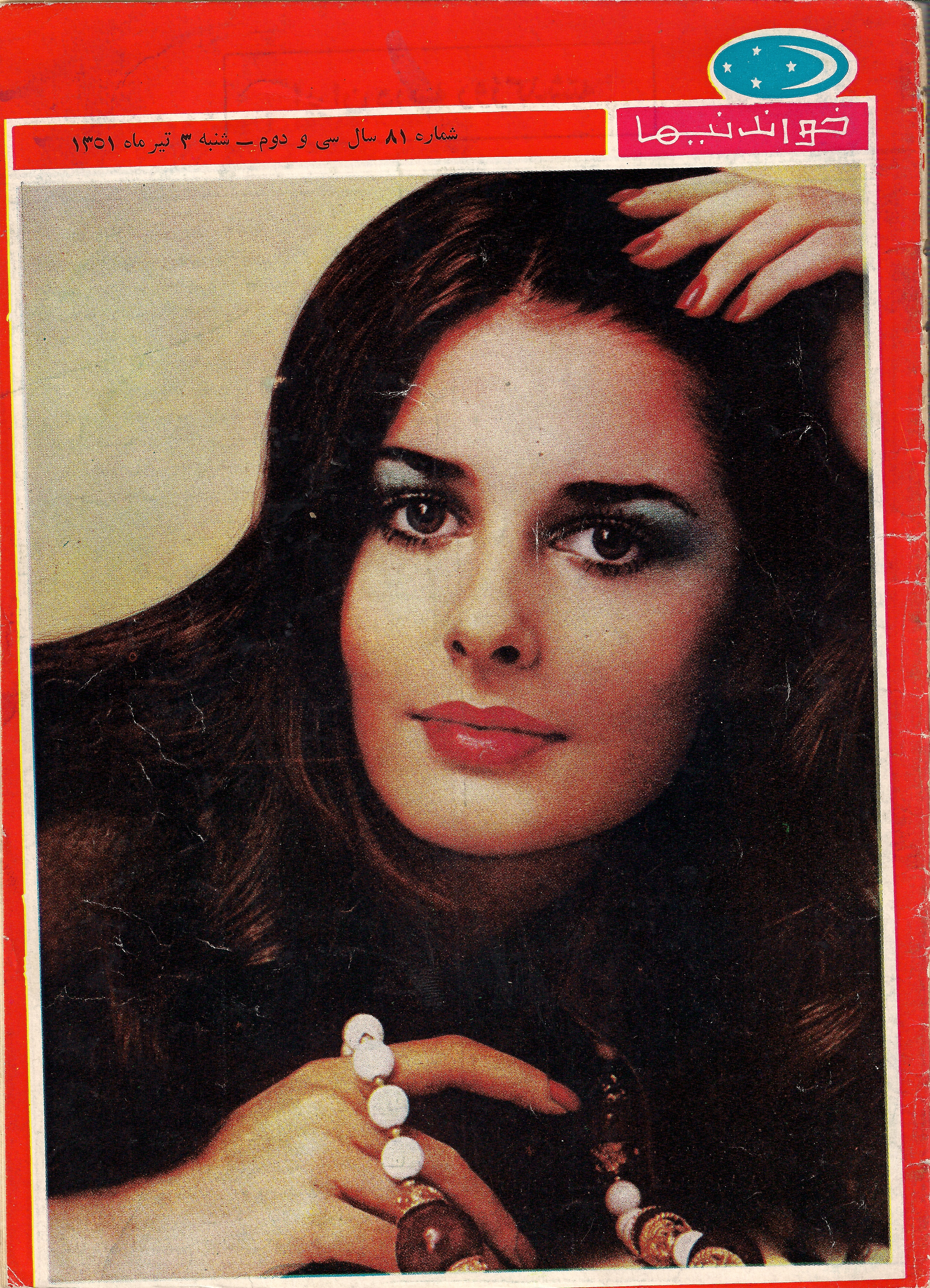
روی جلد شمارهٔ ۸۱ سال سی‌ودوم خواندنیها، منتشرشده در ۳ تیر ۱۳۵۱

مجلهٔ خواندنیها یکی از قدیمی‌ترین مجلات ایرانی بود که انتشار آن از سال ۱۳۱۹ خورشیدی آغاز شد و تا تابستان ۱۳۵۸ و حدود یک سال و نیم پیش از اعدام صاحب‌امتیاز و مدیرمسئول آن، علی‌اصغر امیرانی، پیوسته انتشار می‌یافت.

## انتشار
امیرانی در سال ۱۳۱۹ موفق شد تا اتاقی اجاره کند و با جمع‌آوری خواندنی‌ترین و جالب‌ترین مطالب چاپ شده در نشریات روز، جزوه خواندنیها را چاپ نماید. در سال اول انتشار، خواندنیها بیشتر شبیه به جزوه بود تا مجله. دوره این سال آنچنان نایاب است که خود امیرانی تنها در اواسط دهه چهل موفق به یافتن مجدد آن شد.

## نویسندگان
در سال‌های نخست، خواندنیها نویسنده‌ای بجز امیرانی نداشت. اما بعدها با رونق کار مجله، روز به روز بر تعداد نویسندگان و سردبیران و پرسنل مجله افزوده شد. افرادی چون امیر هوشنگ عسگری، نصرالله شیفته، ایرج نبوی، محمود طلوعی، باقر باباشاه آشتیانی، ذبیح‌الله منصوری، مسعود برزین، حسین مکی، خسرو شاهانی، ابراهیم ناعم و کریم رشتی زاده مطلب می‌نوشتند.

## موضوعات
کیفیت مطالب خواندنیها، بارها حرکت سینوسی داشته‌است. از چاپ خاطرات دختران اغفال شده و داستان‌های عامه‌پسند، تا چاپ انتقادات و مقالات صریح و بی‌پرده از دولت، دادگستری، خانواده پهلوی و حتی شخص محمدرضا پهلوی.
نوشته‌های امیرانی در باب تحلیل اوضاع روز، عمدتاً پس از وقایع آذربایجان و ترور شاه در دانشگاه تهران آغاز شده‌است. با وقوع انقلاب سفید، امیرانی شروع به تخطئه آن در قالب حمایت پرداخت. بدین معنی که ابتدا در مقالات، از کلیت آن دفاع می‌نمود و سپس ایرادهای آن را بند به بند برمی‌شمرد.
ویرایش موضوعات. منبع: نویسنده کتاب=آقای امیرانی پس از وقایع آذربایجان{وحتی قبل ازآن}مطالب زیادی به صورت نقد و تفسیر وقایع و گزارش و ترجمه
با نام یا بی‌نام در خواندنیها نوشته‌است، اما مقالات تکان دهنده و انتقادی او{به نوشته خود ایشان، پس از انقلاب با عنوان"چرا سر مقاله‌نویس شدم"}از سال ۱۳۳۹ است که در مجله چاپ می‌شود و دشواری‌های بعدی رابرای او و مجله به بار می‌آورد{با عنوان"بدون رتوش"یعنی سانسور}.
می‌گوید خواستم بدینوسیله صدای مردم را به گوش مسؤولان برسانم. مزاحمت دولت سبب می‌شود که او شماره‌ای را با صفحه سفید منتشر کندو… قضایای
بعدی که منجربه اشغال مجله در تابستان ۱۳۴۸ شد. این سر مقاله‌ها را در۱۳۵۶ که قیدوبندهای بی‌شمار را با اعلام"آزادی مطبوعات"در زمستان، از جانب
خودش زیر پا گذاشت{آسوشیتدپرس همان‌روز}در "خاطرات خودش"جابجا به عنوان شاهد آورده‌است که بعضاً بدون توجه به تاریخ نوشته آن را بدوران
انقلاب نسبت داده واورا فرصت طلب خوانده‌اند{ره آورد، پاییز۱۳۸۷ معرفی کتاب، شماره۸۴ و پاسخ اینجانب دو شماره بعد به آقای جسیم}. متأسفانه
جلد دوم کتاب که بسیاری از مسایل را{چه در سطح کشور و چه مطبوعات روشن می‌کند}به دلایل فنی فعلاً ناتمام مانده‌است. با احترام و تشکر از توجهتان:زبیده جهانگیری

## نشان‌واره

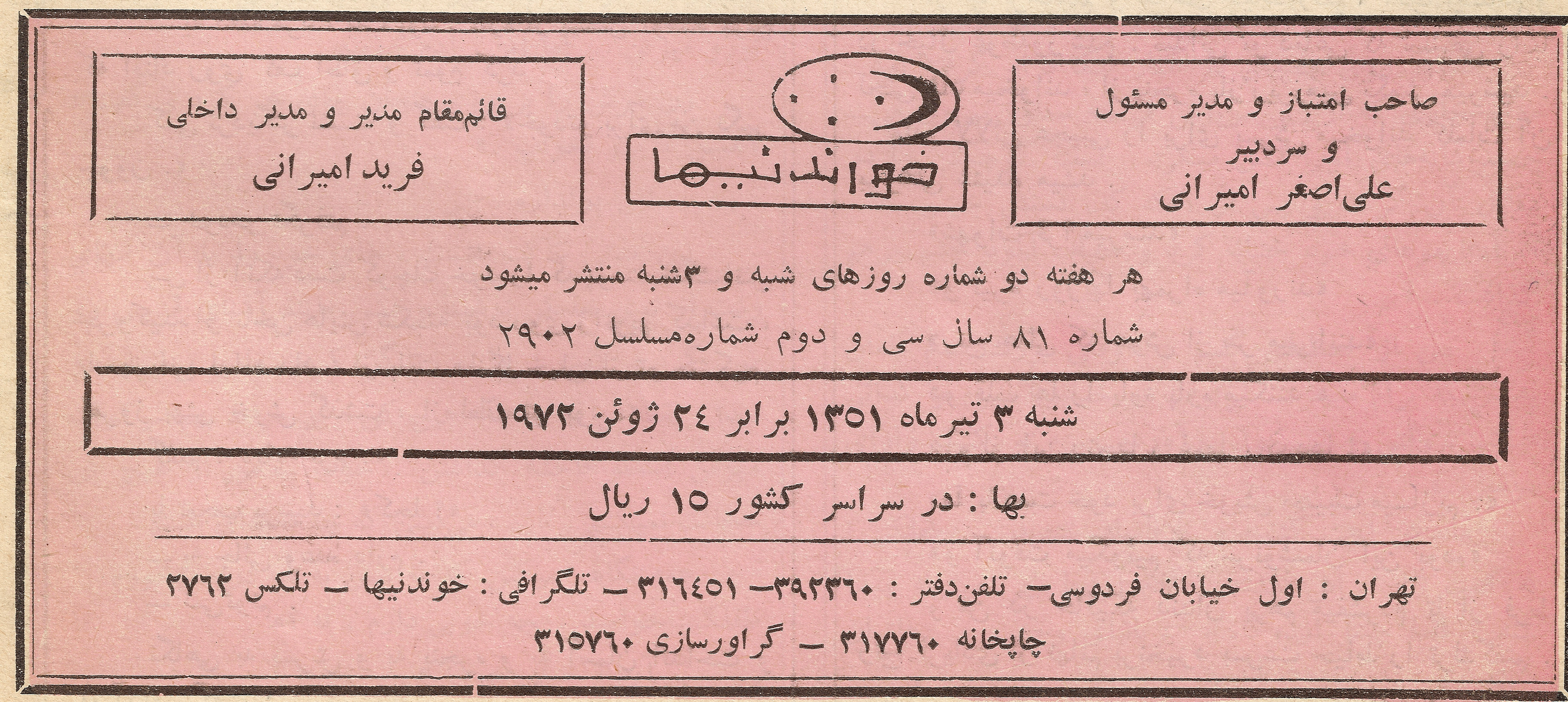
صفحه آخر مجله خواندنیها

در سالهای اولیه، شکل ظاهری مجله چنین بود که در کادری ۱۱ سانتیمتری کلمه خواندنیها به شکلی درشت چاپ شده بود. در بالای جلد نیز عبارت «آنچه خوبان همه دارند تو تنها داری» (که بعدها شعار سال‌های طولانی مجله شد) به چشم می‌خورد. بعدها تصویر یک نشان‌واره شامل یک هلال ماه و چند ستاره در قاب دایره، لوزی یا بیضی (بسته به سال انتشار) جای این شعار را گرفت.

## توقیف
خواندنیها، در طول دوره انتشار پیش از انقلاب، بارها از سوی ساواک مورد توقیف قرار گرفت. توقیف سال ۱۳۲۱ و ۱۳۴۸ از طولانی‌ترین دوره‌های توقیف مجله بود.
خواندنیها برای آخرین بار در مرداد ۱۳۵۸ چاپ شد. توقیف نهایی خواندنیها به خواست خود امیرانی صورت گرفت. با اعدام امیرانی در سال ۱۳۶۰، مؤسسه خواندنیها به حکم دادگاه به مالکیت بنیاد مستضعفان رسید و مصادره شد. تتمه ماشین آلات این مؤسسه در سال ۱۳۶۸ به «شرکت چاپ و نشر سپه» وابسته به بانک سپه فروخته شد و امتیاز خواندنیها برای بنیاد مستضعفان باقی ماند.